# Петър Дърлянов
Петър Дърлянов (Пано, Пено Дурлянов) е български революционер, деец на Вътрешната македоно-одринска революционна организация.

## Биография
Петър Дърлянов е роден през 1882 година в ениджевардарското село Куфалово, тогава в Османската империя. Присъединява се към ВМОРО и действа като четник. При избухването на Балканската война е доброволец в Македоно-одринското опълчение, в четата на Иван Пальошев, 13 кукушка дружина, Сборна партизанска рота на МОО